# Időzónák listája
Ez a Földön jelenleg használt időzónák listája, azok rövidítésével.
A lista nem tartalmazza a jelenleg már nem használt, illetve a katonai időzónákat.
| Időzóna neve                       | Időzóna rövidítése | Időzóna neve magyarul Nem hivatalos fordítás  | Időeltolódás    |
| ---------------------------------- | ------------------ | --------------------------------------------- | --------------- |
| Acre Time                          | ACT                | Acrei idő                                     | UTC−05:00       |
| Afghanistan Time                   | AFT                | Afganisztáni idő                              | UTC+04:30       |
| Alaska Daylight Time               | AKDT               | Alaszkai nyári idő                            | UTC−08:00       |
| Alaska Standard Time               | AKST               | Alaszkai téli idő                             | UTC−09:00       |
| Alma-Ata Time                      | ALMT               | Alma-Ata idő                                  | UTC+06:00       |
| Amazon Summer Time                 | AMST               | Amazonasi nyári idő                           | UTC−03:00       |
| Amazon Time                        | AMT*               | Amazonasi idő                                 | UTC−04:00       |
| Anadyr Time                        | ANAT               | Anadiri idő                                   | UTC+12:00       |
| Aqtobe Time                        | AQTT               | Aktöbei idő                                   | UTC+05:00       |
| Arabia Standard Time               | AST*               | Arábiai idő                                   | UTC+03:00       |
| Argentina Time                     | ART                | Argentin idő                                  | UTC−03:00       |
| Armenia Time                       | AMT*               | Örmény idő                                    | UTC+04:00       |
| Atlantic Daylight Time             | ADT                | Atlanti-óceáni nyári idő                      | UTC−03:00       |
| Atlantic Standard Time             | AST*               | Atlanti-óceáni (téli) idő                     | UTC−04:00       |
| Australian Central Daylight Time   | ACDT               | Ausztrál központi nyári idő                   | UTC+10:30       |
| Australian Central Standard Time   | ACST               | Ausztrál központi (téli) idő                  | UTC+09:30       |
| Australian Central Western Time    | ACWT               | Ausztrál középnyugati idő                     | UTC+08:45       |
| Australian Eastern Daylight Time   | AEDT               | Ausztrál keleti nyári idő                     | UTC+11:00       |
| Australian Eastern Standard Time   | AEST               | Ausztrál keleti (téli) idő                    | UTC+10:00       |
| Australian Western Standard Time   | AWST               | Ausztrál nyugati idő                          | UTC+08:00       |
| Azerbaijan Time                    | AZT                | Azerbajdzsáni idő                             | UTC+04:00       |
| Azores Summer Time                 | AZOST              | Azori nyári idő Azori-szigeteki nyári idő     | UTC±00:00       |
| Azores Time                        | AZOT               | Azori idő Azori-szigeteki idő                 | UTC−01:00       |
| Baker Island Time                  | BIT                | Baker-szigeti idő                             | UTC−12:00       |
| Bangladesh Standard Time           | BST*               | Bangladeshi idő                               | UTC+06:00       |
| Bhutan Time                        | BTT                | Bhutáni idő                                   | UTC+06:00       |
| Bolivia Time                       | BOT                | Bolíviai idő                                  | UTC−04:00       |
| Bougainville Standard Time         | BST*               | Bouganiville-i idő                            | UTC+11:00       |
| Brasilia Summer Time               | BRST               | Brazil nyári idő                              | UTC−02:00       |
| Brasilia Time                      | BRT                | Brazil (téli) idő                             | UTC−03:00       |
| British Summer Time                | BST*               | Brit nyári idő                                | UTC+01:00       |
| Brunei Darussalam Time             | BNT                | Brunei idő                                    | UTC+08:00       |
| Cape Verde Time                    | CVT                | Zöld-foki köztársasági idő                    | UTC−01:00       |
| Central Africa Time                | CAT                | Közép-afrikai idő                             | UTC+02:00       |
| Central Daylight Time              | CDT*               | Közép(-amerikai) nyári idő                    | UTC−05:00       |
| Central European Summer Time       | CEST               | Közép-európai nyári idő                       | UTC+02:00       |
| Central European Time              | CET                | Közép-európai idő                             | UTC+01:00       |
| Central Indonesian Time            | WITA               | Indonéz központi idő                          | UTC+08:00       |
| Central Standard Time              | CST*               | Közép(-amerikai) (téli) idő                   | UTC−06:00       |
| Chamorro Standard Time             | ChST               | Chamorro idő                                  | UTC+10:00       |
| Chatham Island Daylight Time       | CHADT              | Chatham nyári idő Chatham-szigeteki nyári idő | UTC+13:45       |
| Chatham Island Standard Time       | CHAST              | Chathami téli idő Chatham-szigeteki téli idő  | UTC+12:45       |
| Chile Standard Time                | CLT                | Chilei téli idő                               | UTC−04:00       |
| Chile Summer Time                  | CLST               | Chilei nyári idő                              | UTC−03:00       |
| China Standard Time                | CST*               | Kínai idő                                     | UTC+08:00       |
| Choibalsan Time                    | CHOT               | Csojbalszani téli idő                         | UTC+08:00       |
| Christmas Island Time              | CXT                | Karácsony-szigeti idő                         | UTC+07:00       |
| Chuuk Time                         | CHUT               | Chuuki idő                                    | UTC+10:00       |
| Cocos Islands Time                 | CCT                | Kókusz-szigeteki idő                          | UTC+06:30       |
| Colombia Time                      | COT                | Kolumbiai idő                                 | UTC−05:00       |
| Cook Island Time                   | CKT                | Cook-szigeteki idő                            | UTC−10:00       |
| Cuba Daylight Time                 | CDT*               | Kubai nyári idő                               | UTC−04:00       |
| Cuba Standard Time                 | CST*               | Kubai téli idő                                | UTC−05:00       |
| Davis Time                         | DAVT               | Davis idő                                     | UTC+07:00       |
| Dumont-d'Urville Time              | DDUT               | Dumont-d'Urville-i idő                        | UTC+10:00       |
| East Greenland Time                | EGT                | Kelet-grönlandi téli idő                      | UTC−01:00       |
| East Timor Time                    | TLT                | Kelet-timori idő                              | UTC+09:00       |
| Easter Island Standard Time        | EAST               | Húsvét-szigeti téli idő                       | UTC−06:00       |
| Easter Island Summer Time          | EASST              | Húsvét-szigeti nyári idő                      | UTC−05:00       |
| Eastern Africa Time                | EAT                | Kelet-afrikai idő                             | UTC+03:00       |
| Eastern Daylight Time              | EDT                | Keleti (parti) nyári idő                      | UTC−04:00       |
| Eastern European Summer Time       | EEST               | Kelet-európai nyári idő                       | UTC+03:00       |
| Eastern European Time              | EET                | Kelet-európai idő                             | UTC+02:00       |
| Eastern Greenland Summer Time      | EGST               | Kelet-grönlandi nyári idő                     | UTC±00:00       |
| Eastern Indonesian Time            | WIT*               | Indonéz keleti idő                            | UTC+09:00       |
| Eastern Standard Time              | EST                | Keleti (parti) (téli) idő                     | UTC−05:00       |
| Ecuador Time                       | ECT                | Ecuadori idő                                  | UTC−05:00       |
| Falkland Islands Time              | FKT                | Falkland-szigeteki téli idő                   | UTC−04:00       |
| Falkland Islands Summer Time       | FKST               | Falkland-szigeteki nyári idő                  | UTC−03:00       |
| Fernando de Noronha Time           | FNT                | Fernando de Noronha-i idő                     | UTC−02:00       |
| Fiji Summer Time                   | FJST               | Fidzsi nyári idő Fidzsi-szigeteki nyári idő   | UTC+13:00       |
| Fiji Time                          | FJT                | Fidzsi idő Fidzsi-szigeteki téli idő          | UTC+12:00       |
| French Guiana Time                 | GFT                | Francia Guyana-i idő                          | UTC−03:00       |
| French Southern and Antarctic Time | TFT                | Francia déli és antarktiszi idő               | UTC+05:00       |
| Galapagos Time                     | GALT               | Galápagosi idő Galápagos-szigeteki idő        | UTC−06:00       |
| Gambier Time                       | GAMT               | Gambieri idő Gambier-szigeteki idő            | UTC−09:00       |
| Georgia Standard Time              | GET                | Grúz idő                                      | UTC+04:00       |
| Gilbert Island Time                | GILT               | Gilbert-szigeteki idő                         | UTC+12:00       |
| Greenwich Mean Time                | GMT                | Greenwichi középidő                           | UTC±00:00       |
| Gulf Standard Time                 | GST                | Golf idő                                      | UTC+04:00       |
| Guyana Time                        | GYT                | Guyanai idő                                   | UTC−04:00       |
| Hawaii-Aleutian Daylight Time      | HADT               | Hawaii-aleuti nyári idő                       | UTC−09:00       |
| Hawaii-Aleutian Standard Time      | HAST               | Hawaii-aleuti téli idő                        | UTC−10:00       |
| Hong Kong Time                     | HKT                | Hongkongi idő                                 | UTC+08:00       |
| Hovd Summer Time                   | HOVST              | Hovdi nyári idő                               | UTC+08:00       |
| Hovd Time                          | HOVT               | Hovdi téli idő                                | UTC+07:00       |
| Indian Chagos Time                 | IOT                | Indiai Chagos-i idő Chagos-szigeteki idő      | UTC+06:00       |
| Indian Standard Time               | IST*               | Indiai idő                                    | UTC+05:30       |
| Indochina Time                     | ICT                | Indokínai idő                                 | UTC+07:00       |
| Iran Daylight Time                 | IRDT               | Iráni nyári idő                               | UTC+04:30       |
| Iran Standard Time                 | IRST               | Teheráni téli idő                             | UTC+03:30       |
| Irish Standard Time                | IST*               | Ír nyári idő                                  | UTC+01:00       |
| Irkutsk Time                       | IRKT               | Irkutszki idő                                 | UTC+08:00 MSK+5 |
| Israel Daylight Time               | IDT                | Izraeli nyári idő                             | UTC+03:00       |
| Israel Standard Time               | IST*               | Izraeli téli idő                              | UTC+02:00       |
| Japan Standard Time                | JST                | Japán idő                                     | UTC+09:00       |
| Kaliningrad Time                   | USZ1               | Kalinyingrádi idő                             | UTC+02:00 MSK–1 |
| Kamchatka Time                     | PETT               | Kamcsatkai idő                                | UTC+12:00 MSK+9 |
| Korea Standard Time                | KST                | Koreai idő                                    | UTC+09:00       |
| Kosrae Time                        | KOST               | Kosrae-i idő Kosrae-szigeti idő               | UTC+11:00       |
| Krasnoyarsk Time                   | KRAT               | Krasznojarszki idő                            | UTC+07:00 MSK+4 |
| Kyrgyzstan Time                    | KGT                | Kirgizisztáni idő                             | UTC+06:00       |
| Line Islands Time                  | LINT               | Line-szigeteki idő                            | UTC+14:00       |
| Lord Howe Daylight Time            | LHDT               | Lord Howe-i nyári idő                         | UTC+11:00       |
| Lord Howe Standard Time            | LHST               | Lord Howe-i téli idő                          | UTC+10:30       |
| Magadan Time                       | MAGT               | Magadani idő                                  | UTC+11:00 MSK+8 |
| Malaysia Standard Time             | MST                | Malajziai idő                                 | UTC+08:00       |
| Maldives Time                      | MVT                | Maldív idő Maldív-szigeteki idő               | UTC+05:00       |
| Marquesas Time                     | MART               | Marquesasi idő                                | UTC−09:00       |
| Marshall Islands Time              | MHT                | Marshall-szigeteki idő                        | UTC+12:00       |
| Mauritius Time                     | MUT                | Mauritiusi idő                                | UTC+04:00       |
| Mawson Time                        | MAWT               | Mawsoni idő                                   | UTC+05:00       |
| Moscow Time                        | MSK                | Moszkvai idő                                  | UTC+03:00 MSK±0 |
| Mountain Daylight Time             | MDT                | Hegyi nyári idő                               | UTC−06:00       |
| Mountain Standard Time             | MST                | Hegyi (téli) idő                              | UTC−07:00       |
| Myanmar Standard Time              | MMT                | Mianmari idő                                  | UTC+06:30       |
| Nauru Time                         | NRT                | Naurui idő                                    | UTC+12:00       |
| Nepal Time                         | NPT                | Nepáli idő                                    | UTC+05:45       |
| New Caledonia Time                 | NCT                | Új-kaledóniai idő                             | UTC+11:00       |
| New Zealand Daylight Time          | NZDT               | Új-zélandi nyári idő                          | UTC+13:00       |
| New Zealand Standard Time          | NZST               | Új-zélandi téli idő                           | UTC+12:00       |
| Newfoundland Daylight Time         | NDT                | Új-fundlandi nyári idő                        | UTC−02:30       |
| Newfoundland Standard Time         | NST                | Új-fundlandi téli idő                         | UTC−03:30       |
| Niue Time                          | NUT                | Niuei idő                                     | UTC−11:00       |
| Norfolk Time                       | NFT                | Norfolki idő Norfolk-szigeteki idő            | UTC+11:00       |
| Omsk Time                          | OMST               | Omszki idő                                    | UTC+06:00 MSK+3 |
| Oral Time                          | ORAT               | Oráli idő                                     | UTC+05:00       |
| Pacific Daylight Time              | PDT                | Csendes-óceáni nyári idő                      | UTC−07:00       |
| Pacific Standard Time              | PST*               | Csendes-óceáni (téli) idő                     | UTC−08:00       |
| Pakistan Standard Time             | PKT                | Pakisztáni idő                                | UTC+05:00       |
| Palau Time                         | PWT                | Palaui idő                                    | UTC+09:00       |
| Papua New Guinea Time              | PGT                | Pápua-új-guineai idő                          | UTC+10:00       |
| Paraguay Summer Time               | PYST               | Paraguayi nyári idő                           | UTC−03:00       |
| Paraguay Time                      | PYT*               | Paraguayi téli idő                            | UTC−04:00       |
| Peru Time                          | PET                | Perui idő                                     | UTC−05:00       |
| Philippine Standard Time           | PST*               | Fülöp-szigeteki idő                           | UTC+08:00       |
| Phoenix Island Time                | PHOT               | Phoenix-szigeteki idő                         | UTC+13:00       |
| Pierre & Miquelion Daylight Time   | PMDT               | Pierre és Miquelion-i nyári idő               | UTC−02:00       |
| Pierre & Miquelion Standard Time   | PMST               | Pierre és Miquelion-i téli idő                | UTC−03:00       |
| Pitcairn Standard Time             | PST*               | Pitcairni idő Pitcairn-szigeteki idő          | UTC−08:00       |
| Pohnpei Standard Time              | PONT               | Pohnpei idő Pohnpei-szigeti idő               | UTC+11:00       |
| Pyongyang Time                     | PYT*               | Phenjani idő                                  | UTC+08:30       |
| Qyzylorda Time                     | QYZT               | Qyzylordai idő                                | UTC+06:00       |
| Reunion Time                       | RET                | Réunioni idő                                  | UTC+04:00       |
| Sakhalin Time                      | SAKT               | Szahalini idő                                 | UTC+11:00       |
| Samara Time                        | SAMT               | Szamarai idő                                  | UTC+04:00 MSK+1 |
| Samoa Standard Time                | SST*               | Szamoai idő                                   | UTC−11:00       |
| Seychelles Time                    | SCT                | Seychellesi idő Seychelles-szigeteki idő      | UTC+04:00       |
| Singapore Standard Time            | SST*               | Szingapúri idő                                | UTC+08:00       |
| Solomon Islands Time               | SBT                | Salamon-szigeteki idő                         | UTC+11:00       |
| South Africa Standard Time         | SAST               | Dél-afrikai idő                               | UTC+02:00       |
| South Georgia Time                 | GST                | Déli-georgiai idő                             | UTC−02:00       |
| Srednekolymsk Time                 | SRET               | Szrednyekolimszki idő                         | UTC+11:00       |
| Suriname Time                      | SRT                | Surinamei idő                                 | UTC−03:00       |
| Tahiti Time                        | TAHT               | Tahiti idő                                    | UTC−10:00       |
| Tajikistan Time                    | TJT                | Tádzsikisztáni idő                            | UTC+05:00       |
| Tokelau Time                       | TKT                | Tokelaui idő Tokelau-szigeteki idő            | UTC+13:00       |
| Tonga Summer Time                  | TOST               | Tongai nyári idő                              | UTC+14:00       |
| Tonga Time                         | TOT                | Tongai idő                                    | UTC+13:00       |
| Turkey Time                        | TRT                | Törökországi idő                              | UTC+03:00       |
| Turkmenistan Time                  | TMT                | Türkmenisztáni idő                            | UTC+05:00       |
| Tuvalu Time                        | TVT                | Tuvalui idő                                   | UTC+12:00       |
| Ulaanbaatar Time                   | ULAT               | Ulánbátori idő                                | UTC+08:00       |
| Uruguay Summer Time                | UYST               | Uruguayi nyári idő                            | UTC−02:00       |
| Uruguay Time                       | UYT                | Uruguayi idő                                  | UTC−03:00       |
| Uzbekistan Time                    | UZT                | Üzbegisztáni idő                              | UTC+05:00       |
| Vanuatu Time                       | VUT                | Vanuatui idő                                  | UTC+11:00       |
| Venezuelan Standard Time           | VET                | Venezuelai idő                                | UTC−04:00       |
| Vladivostok Time                   | VLAT               | Vlagyivosztoki idő                            | UTC+10:00 MSK+7 |
| Vostok Time                        | VOST               | Vosztoki idő                                  | UTC+06:00       |
| Wake Time                          | WAKT               | Wake-i idő Wake-szigeti idő                   | UTC+12:00       |
| Wallis and Futuna Time             | WFT                | Wallis és Futuna-i idő                        | UTC+12:00       |
| West Africa Summer Time            | WAST               | Nyugat-afrikai nyári idő                      | UTC+02:00       |
| West Africa Time                   | WAT                | Nyugat-afrikai idő                            | UTC+01:00       |
| West Greenland Time                | WGT                | Nyugat-grönlandi téli idő                     | UTC−03:00       |
| West Samoa Time                    | WST                | Nyugat-szamoai idő                            | UTC+14:00       |
| Western European Summer Time       | WEST               | Nyugat-európai nyári idő                      | UTC+01:00       |
| Western European Time              | WET                | Nyugat-európai idő                            | UTC±00:00       |
| Western Greenland Summer Time      | WGST               | Nyugat-grönlandi nyári idő                    | UTC−02:00       |
| Western Indonesian Time            | WIT*               | Indonéz nyugati idő                           | UTC+07:00       |
| Yakutsk Time                       | YAKT               | Jakutszki idő                                 | UTC+09:00 MSK+6 |
| Yekatienburg Time                  | YEKT               | Jekatyerinburgi idő                           | UTC+05:00 MSK+2 |

* A rövidítést más időzóna is használja, az időeltolódást nem határozza meg egyértelműen.

## Fordítás
Ez a szócikk részben vagy egészben  a   List of time zone abbreviations című angol Wikipédia-szócikk fordításán alapul.  Az eredeti cikk szerkesztőit annak laptörténete sorolja fel. Ez a jelzés csupán a megfogalmazás eredetét és a szerzői jogokat jelzi, nem szolgál a cikkben szereplő információk forrásmegjelöléseként.